# Niankorodougou
 Niankorodougou  là một tổng thuộc Léraba (tỉnh) ở tây nam Burkina Faso. Thủ phủ là thị xã Niankorodougou. Theo điều tra dân số năm 1996, tổng này có tổng dân số 31.609 người..

## Các thị xã và làng xã
- Thị xã Niankorodougou	(3 707 dân) (thủ phủ)
- Bassoungoro	(1 182 dân)
- Bavigué-Ka	(1 530 dân)
- Blesso	(415 dân)
- Bozogo	(2 755 dân)
- Djondougou	(1 232 dân)
- Fourkoura	(2 737 dân)
- Kagbogora	(1 829 dân)
- Katolo	(1 420 dân)
- Kawolo	(3 809 dân)
- Nadjengoala	(2 213 dân)
- Naguélédougou	(988 dân)
- Nerfindougou	(2 096 dân)
- Salentene	(929 dân)
- Tagouassoni	(1 564 dân)
- Zegnedougou	(3 203 dân)